# 三星Galaxy Player 50

Samsung Galaxy Player 50，又稱Samsung Galaxy S WiFi 3.2，是韓國三星電子在2011年2月推出的智慧型手持裝置。其為Samsung Galaxy Player家族中功能、規格最低階者。

## 規格[1][2]
- 螢幕：3.2" TFT-LCD 320x480
- 處理器：Samsung Exynos 3110 ARM Cortex A8 1GHz
- 相機：200萬畫素（無LED閃光燈）
- 重量：84g
- 厚度：11.08mm
- 産地：韓國